# Segizaur
Segizaur (Segisaurus) – teropod z rodziny celofyzów (Coelophysidae)
Żył w epoce wczesnej jury (ok. 200 mln lat temu) na terenach Ameryki Północnej. Długość ciała ok. 1 m, masa 4-7 kg. Jego szczątki znaleziono w Arizonie.

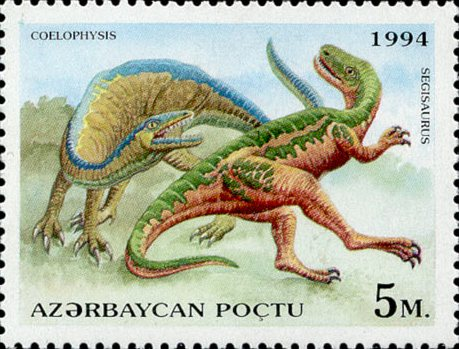